# Lasiosphaeria ovina

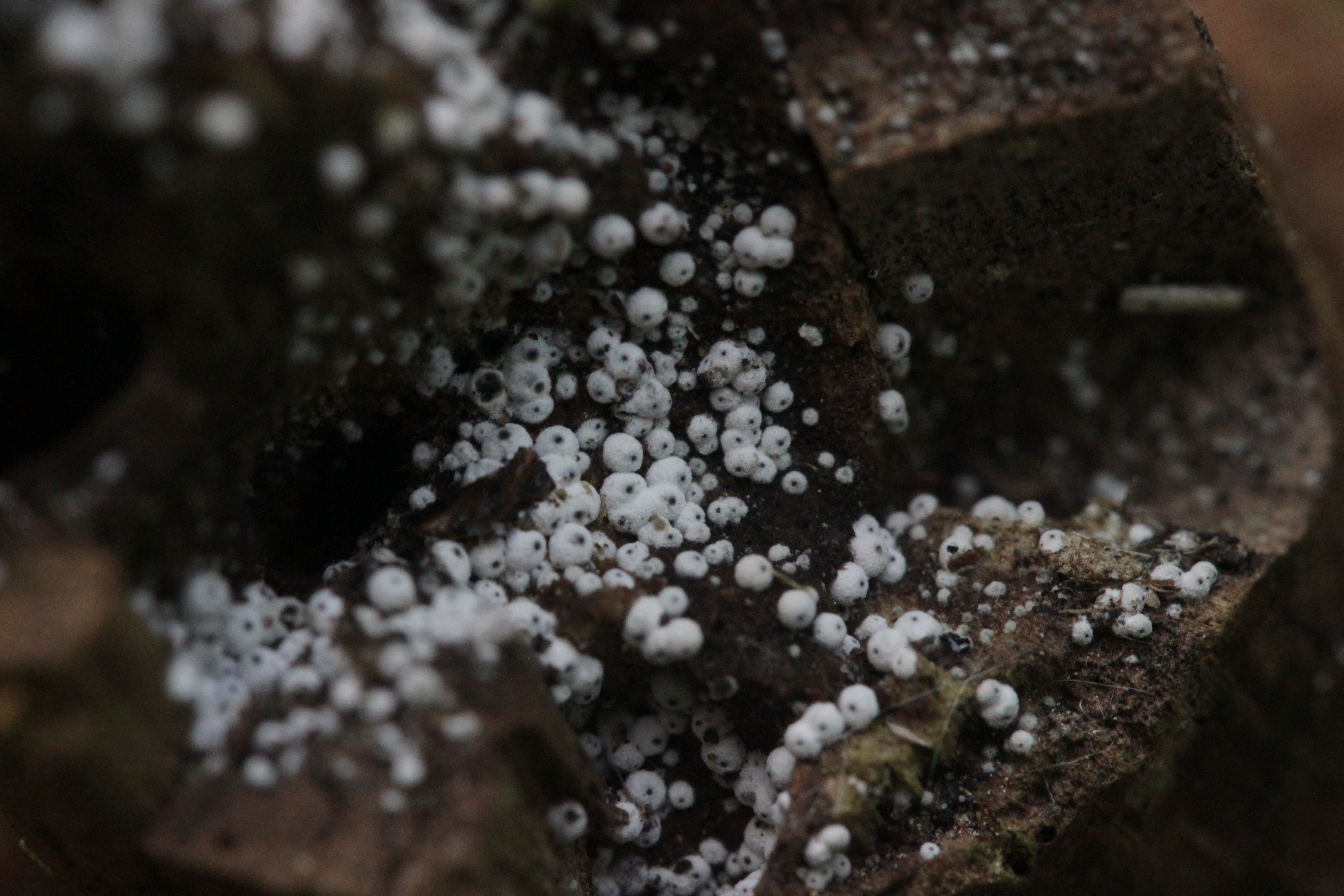

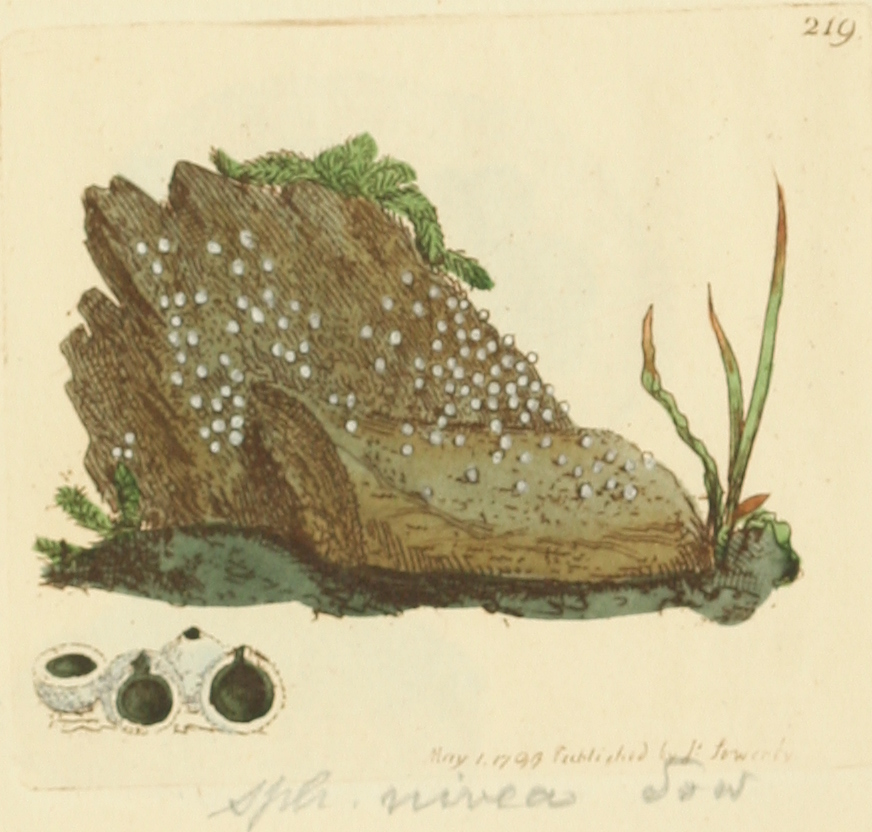
Lasiosphaeria ovina plansza z James Sowerby’s Coloured Figures of English Fungi or Mushrooms

Lasiosphaeria ovina (Pers.) Ces. & De Not. – gatunek grzybów z rodziny Lasiosphaeriaceae z rzędu Sordariales.

## Systematyka i nazewnictwo
Pozycja w klasyfikacji według Index Fungorum
Lasiosphaeria, Lasiosphaeriaceae, Sordariales, Sordariomycetidae, Sordariomycetes, Pezizomycotina, Ascomycota, Fungi.
Po raz pierwszy takson ten zdiagnozował w roku 1801 Christiaan H. Persoon nadając mu nazwę Sphaeria ovina. Obecną, uznaną przez Index Fungorum nazwę, nadali mu w 1863 Vincenzo de Cesati i Giuseppe De Notaris przenosząc go do rodzaju Lasiosphaeria.
Gatunek typowy dla rodzaju Lasiosphaeria.
Synonimy nazwy naukowej:

- Sphaeria ovina Pers. 1801
- Leptospora ovina (Pers.) Auersw. ex Fuckel 1870
- Lasiella ovina (Pers.) Quél. 1875
- Lasiosordariella ovina (Pers.) Chenant. 1919
- Lasiosphaeria ovina var. aureliana Fairm. 1904
- Lasiosphaeria chrysentera Carroll & Munk 1964

## Morfologia
Owocnik
W początkowym stadium rozwoju askokarp ma formę perytecjum pokrytego z zewnątrz białymi włoskami, z ciemną ostiolą. Owocnik stopniowo przebarwia się do brązowo–szarego tracąc włoski, by ostatecznie przybrać barwę czarną z zupełnie nagą powierzchnią. Średnica 360–620 µm, wysokość 380–680 µm.
Cechy mikroskopowe
Miąższ zielonkawożółty. Worki cylindryczne, 8-zarodnikowe, mają u podstawy żółtawy pierścień w kształcie gwiazdy; I– (nieamyloidalne). Strzępki w dużej mierze niezróżnicowane, szerokości 1–4 µm, o cienkich ścianach, bezbarwne. Zarodniki szkliste, czasami żółto-brązowe, 1–8 komórkowe, o wymiarach (35–)40–46(–50) x 4–5 µm, mają zwężające się, zwisające wyrostki.

## Występowanie i siedlisko
Gatunek szeroko rozpowszechniony. Rozkłada martwe drewno (saprotrof) drzew liściastych. Owocniki mogą się pojawiać przez cały rok, licznie, w grupach rozproszonych lub gromadnie. Na jego perytecjach czasami pasożytuje powleczniczka grzybolubna (Krieglsteinera lasiosphaeriae) – grzyb zaliczany do podstawczaków.